# 喜巴辛
喜巴辛是一种含氮有机化合物，分子式C22H35NO2，最早分离自白木兰属植物（ Australian magnolias）的树干中，后可由狄尔斯–阿尔德反应作为关键步骤人工合成，可作为蕈毒鹼型乙醯膽鹼受體的受体拮抗剂。